# Distretto di Monzón
Il distretto di Monzón è uno degli undici distretti della provincia di Huamalíes, in Perù. Si trova nella regione di Huánuco e si estende su una superficie di 1521,39 chilometri quadrati.